# Lichtenstein (Reutlingeni járás)
Lichtenstein település Németországban, azon belül Baden-Württembergben. Lakosainak száma 9304 fő (2023. december 31.). Lichtenstein Engstingen és St. Johann községekkel határos.

## Népesség
A település népessége az elmúlt években az alábbi módon változott:
| Lakosok száma | 7732 | 9030 | 9196 | 9239 | 9194 | 9312 | 9304 |
|               | 1975 | 2014 | 2017 | 2019 | 2021 | 2022 | 2023 |

## Testvérvárosok
- Voreppe, Franciaország, 1992 óta